# Vickie Otis
 (janvier 2012).
Si vous disposez d'ouvrages ou d'articles de référence ou si vous connaissez des sites web de qualité traitant du thème abordé ici, merci de compléter l'article en donnant les références utiles à sa vérifiabilité et en les liant à la section « Notes et références ».
Vicki Otis, est une catcheuse canadienne, plus connu sous le nom de Princess Victoria. Elle est retirée du monde du catch depuis 1984.

## Carrière
Otis s'entraîne à Portland, Oregon avec Sandy Barr. Elle se bat surtout avec une autre élève de Barr, Velvet McIntyre. Les 2 femmes combattent ensemble dans des matchs solo et en équipe à Vancouver All Star Wrestling.

## National Wrestling Alliance
Elle part pour la NWA Pacific Northwest du promoteur Don Owen. Elle reforme le duo et s'emparent du titre NWA Women's Tag Team Championship le 13 mai 1984 à Calgary.

## World Wrestling Federation
En 1983, la World Wrestling Federation contacte la National Wrestling Alliance, et engage McIntyre et Victoria durant l'année 1984, elle s'empare tout de suite du titre WWF Women's Tag Team Championship. Le duo défend le titre face à  Wendi Richter et Peggy Lee. Desiree Petersen plus tard remplace Victoria dans l'équipe après que Victoria quitte la WWF et se retire du monde du catch.
A la WWF, elle a catché comme challenger pour le titre de WWF Women's Champion face à The Fabulous Moolah.

## Retraite
Otis s'est retiré du monde du catch et vit en Virginie.

## Palmarès
- National Wrestling Alliance
  - NWA Women's Tag Team Championship (2 fois) - avec Velvet McIntyre et Sabrina
- World Wrestling Federation
  - WWF Women's Tag Team Championship (1 fois) - avec Velvet McIntyre